# NGC 5134
NGC 5134 este o emission-line galaxy⁠(d) situată în constelația Fecioara. A fost descoperită în 10 martie 1785 de către William Herschel. Se află la o distanță de 6,49 megaparseci de Pământ.